# Route nationale 535
Pour les articles homonymes, voir Route nationale 535 (homonymie).
La route nationale 535 ou RN 535 était une route nationale française reliant Le Puy à Saint-Priest.
À la suite de la réforme de 1972, elle a été déclassée en RD 535 dans la Haute-Loire et en RD 122 dans l'Ardèche.

## Ancien tracé du Puy à Saint-Priest
- Le Puy (km 0)
- Brives-Charensac (km 2)
- Arsac-en-Velay (km 10)
- Le Monastier-sur-Gazeille (km 18)
- Le Béage (km 38)
- Lachamp-Raphaël (km 57)
- Mézilhac (km 62)
- Col des 4 Vios (km 68)
- Col de la Fayolle (km 77)
- Saint-Priest (km 85)